# Inela Nogić
Inela Nogić (Sarajevo, 1976) es una mujer bosnia que alcanzó fama mundial durante el sitio de Sarajevo, cuando ganó el concurso de belleza Miss Sarajevo 1993, en el marco de la guerra de Bosnia, que se celebró en un sótano debido a los constantes ataques de francotiradores de las milicias serbobosnias a la población civil. La joven alcanzó especial repercusión por la grabación del evento para un documental que constituyó un alegato contra la guerra y por la canción «Miss Sarajevo» del proyecto Passengers, basada también en el suceso.

## Historia
Inela Nogić nació y creció en Sarajevo, la capital de la entonces República Socialista de Bosnia y Herzegovina, integrada en la República Federal Socialista de Yugoslavia. Pertenecía a una familia musulmana y era estudiante cuando comenzó la guerra.
Nogić y las demás participantes en el certamen posaron con una pancarta en una imagen que dio la vuelta al mundo, con el lema en inglés "Don't let them kill us" («No dejen que nos maten»). El concurso, celebrado el 29 de mayo de 1993, formaba parte de una serie de actos organizados por ciudadanos de Bosnia-Herzegovina para mostrar resistencia al asedio al que eran sometidos por las fuerzas serbobosnias. Nogić era entonces una joven de 17 años que vivía en el distrito sarajevita de Dobrinja, apodado «la pequeña Hiroshima» por la cantidad de destrucción que acumulaba. En una entrevista para la cadena CNN, y a la pregunta sobre qué planes de futuro tenía tras su victoria, Nogić respondió: «No tengo planes. Podría estar muerta mañana».
El certamen fue grabado en un vídeo aficionado y utilizado por el director Bill Carter en su documental Miss Sarajevo, que fue exhibido en todo el mundo. El hecho de que se llevara a cabo un concurso de belleza en esas circunstancias y las imágenes de Nogić y el resto de participantes levantando la famosa pancarta despertaron las emociones de los espectadores y se añadieron a la presión internacional para poner fin al asedio. Su imagen se convirtió en el símbolo de la resistencia de la ciudad al sitio que costó la vida de 10 000 personas.
El suceso inspiró a la célebre banda irlandesa U2, para la composición del tema Miss Sarajevo, con la participación de Luciano Pavarotti, y en cuyo videoclip aparecían escenas del documental. Nogić aparecía además con la corona de vencedora en la portada alternativa del single de la canción, que fue publicado en 1995.
A principios de 1994, Ilena Nogić se trasladó a los Países Bajos, junto con un periodista neerlandés a quien conoció en Bosnia y con quien estuvo seis años casada. Allí vive desde entonces, a pesar de que su historia originó una leyenda urbana según la cual había sido asesinada por un francotirador después del concurso de belleza.
Después de la guerra, U2 incluyeron la ciudad de Sarajevo en la gira PopMart Tour de 1997-98. El concierto se celebró en el Estadio Koševo el 23 de septiembre de 1997, y Nogić llegó a su ciudad con U2, en el avión privado del grupo, y acompañándoles en un tour por la devastada ciudad antes del comienzo del espectáculo, al que asistió como invitada.
Después de trabajar unos años como modelo, comenzó a dedicarse profesionalmente al diseño gráfico, estableciendo su residencia en Ámsterdam. A pesar de que optó por el anonimato, en agosto de 2009 concedió una entrevista al magazín bosnio DEPO, en la que narró parte de su experiencia a partir del día en que alcanzó su notoriedad.